# Paul Hart
Paul Anthony Hart (Golborne, 4 maggio 1953) è un allenatore di calcio ed ex calciatore inglese, di ruolo difensore, vice allenatore del Charlton.

## Carriera

### Allenatore
Nel febbraio 2009 è stato nominato allenatore temporaneo del Portsmouth dopo il licenziamento di Tony Adams. Le buone prestazioni della squadra nel finale di stagione hanno convinto la dirigenza a confermarlo anche per il 2009-2010; il 24 novembre 2009, però, col Portsmouth ultimo in Premier League con 7 punti in 13 partite, Hart è stato licenziato per essere rimpiazzato da Avram Grant.
Il 17 dicembre 2009 è stato assunto come allenatore del Queens Park Rangers al posto dell'esonerato Jim Magilton. Il 2 marzo 2010 passa al Crystal Palace al posto di Neil Warnock, assunto a sua volta dal Queens Park Rangers.

## Palmarès

### Allenatore

#### Competizioni giovanili
- FA Youth Cup: 2

Leeds United: 1992-1993, 1996-1997